# Przegińska Skała

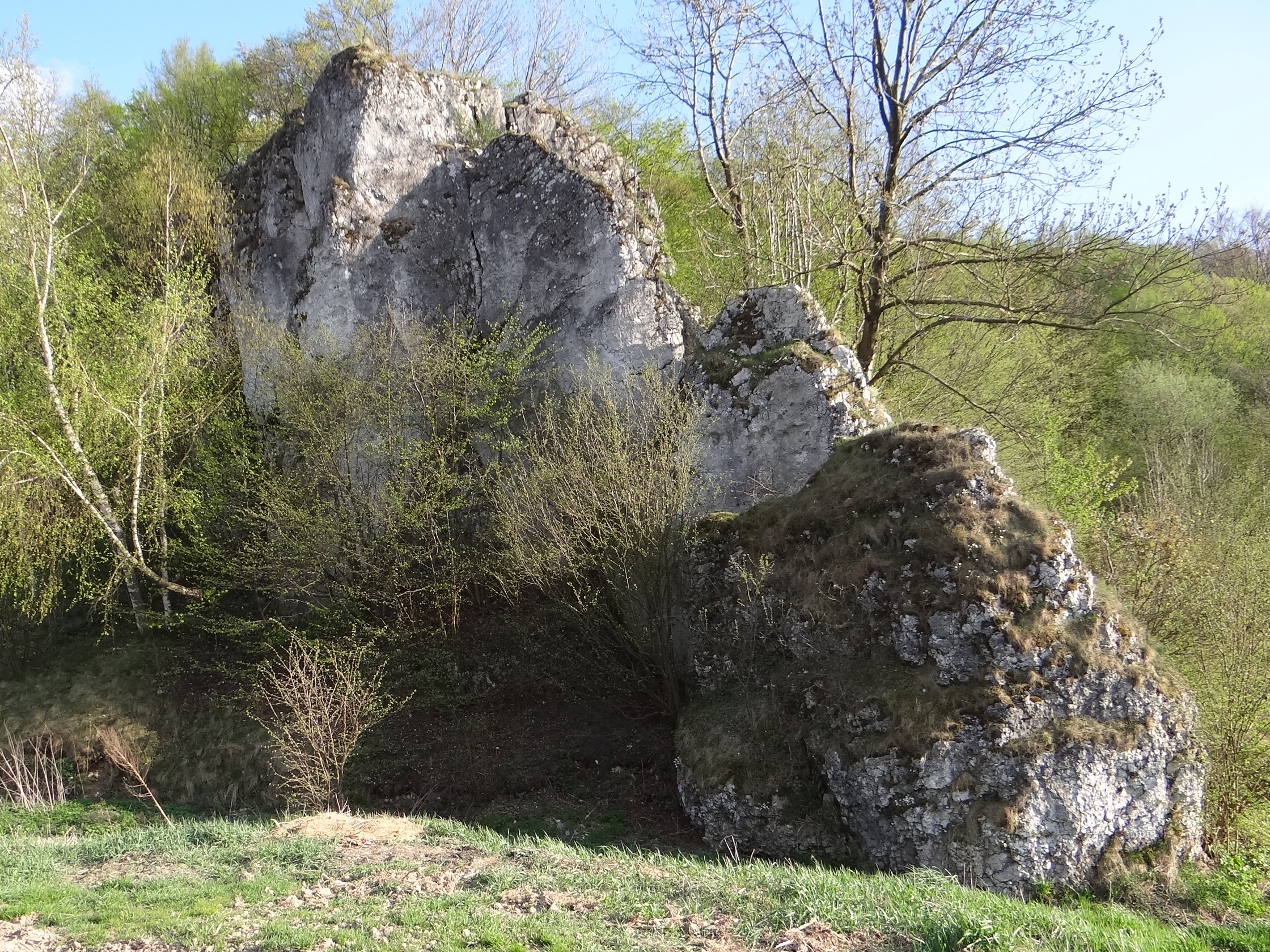
Przegińska Skała

Przegińska Skała – skała w grupie Rogożowej Skały w miejscowości Przeginia, w województwie małopolskim, w powiecie krakowskim, w gminie Jerzmanowice-Przeginia. Znajduje się na Wyżynie Olkuskiej będącej częścią Wyżyny Krakowsko-Częstochowskiej.
Do Rogożowej Skały można dojść lub dojechać drogą równoległą do drogi krajowej nr 94, prowadzącą od szkoły w Przegini na wschód. Na porośniętym lasem niewielkim wzniesieniu jest kilka wapiennych skał. Przegińska Skała jest najbardziej z nich wysunięta na północ. Znajduje się u podstawy wzniesienia, na obrzeżu lasu, tuż za prywatnym domem. W grupie Rogożowej Skały jest kilka skał będących obiektem wspinaczki, Przegińska Skała jednak nie zainteresowała wspinaczy.

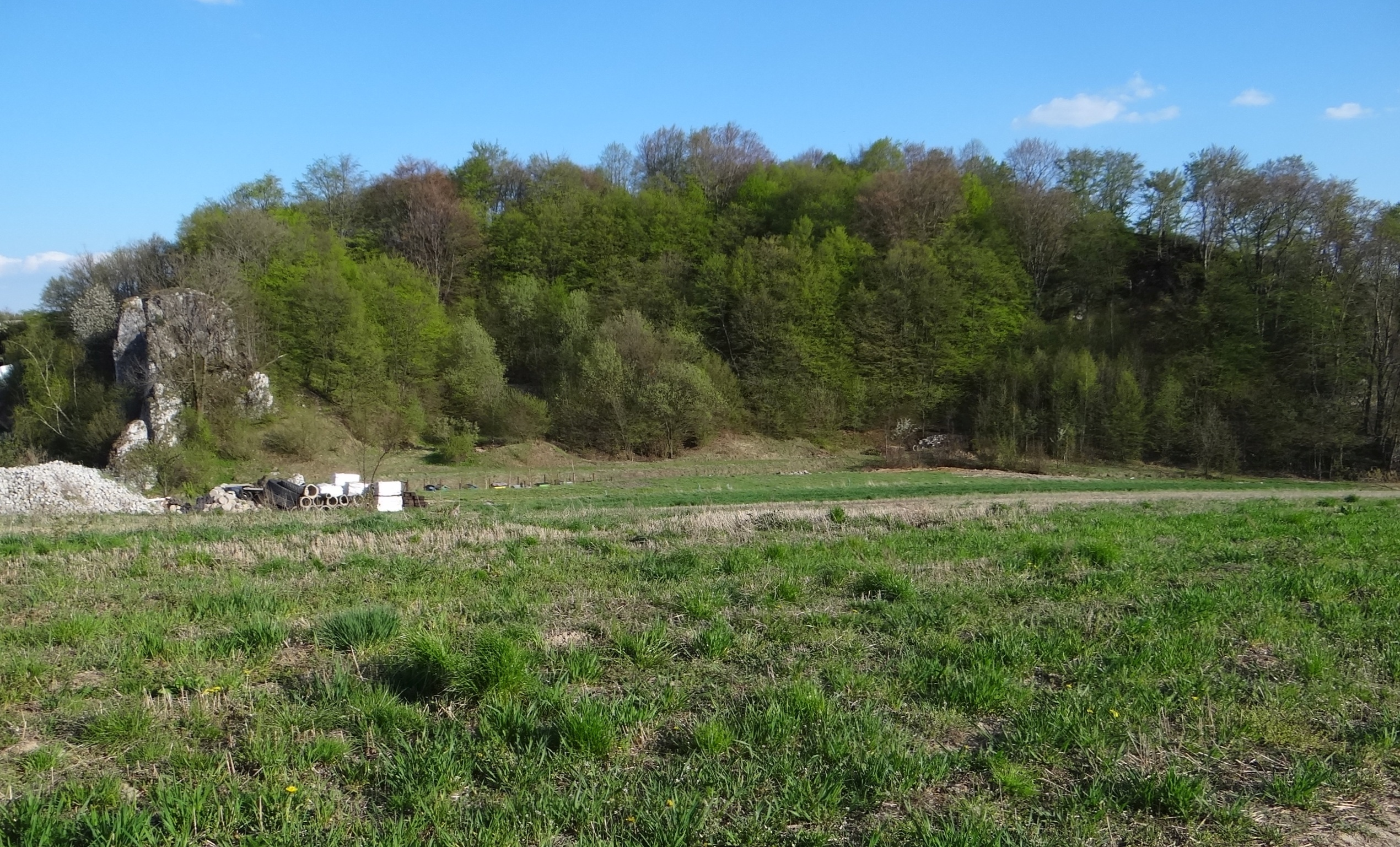
Przegińska skała po lewej stronie wzniesienia